# 核燃料循环

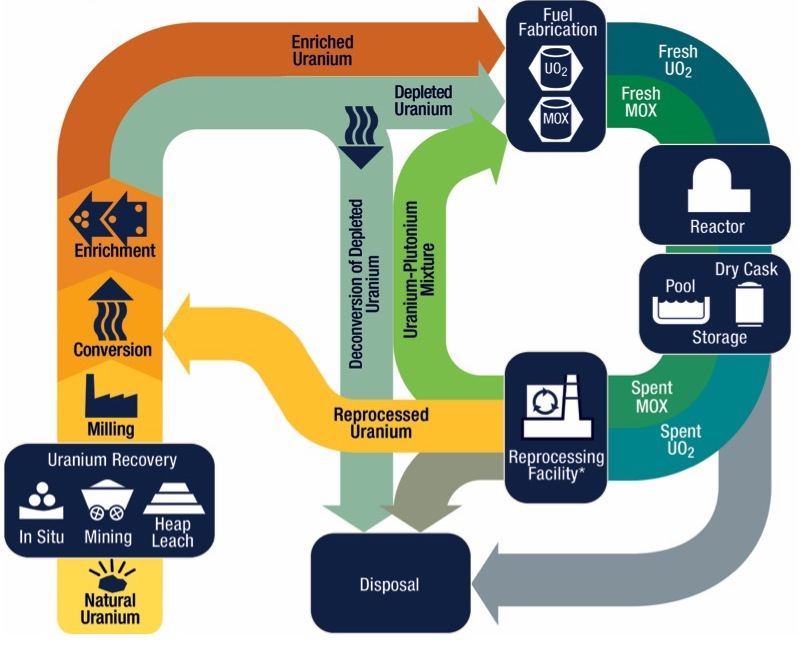
核燃料循环描述了核燃料的提取，加工，使用和处置方式.

核燃料循环，也被称为核燃料链，指的是核燃料经过在使用过程中所经过的一系列不同的阶段。它主要包括前端步骤，其中有制造核燃料的过程、使用期间的各个步骤、以及后端步骤，其中有在核燃料使用完毕时或者核燃料再处理或者处理乏核燃料的过程。如果用过的乏核燃料没有被重新处理，这个核燃料循环被称为开放核燃料循环；如果乏核燃料被重新处理，被称为封闭核燃料循环。但是即使有做再處理，一樣需要深埋場作為最終處置。

## 基本概念
不管是核能發電或是核武器，都是依賴可裂變物質的鏈式反應。核技術中使用的可裂變物質主要為鈾與鈽的特定同位素。鈾與鈽都有許多的同位素，但只有少數同位素屬於可裂變物質，例如鈾-235、鈽-239等。換句話來說，鈾-235與鈽-239都可以運用在核能發電及核武器，第二次世界大戰時，投擲在廣島的小男孩原子彈是鈾-235造的，而投擲在長崎的胖子原子彈是鈽-239造的。
鈾-235與鈽-239的來源不同。鈾-235是唯一能從自然界中開採得到的可裂變物質，不過開採出來的天然鈾主要組成為鈾-238，鈾-235只佔自然鈾開採量的千分之七，這也是為什麼發電廠核燃料中的鈾是以鈾-238為主，鈾-235含量較少。相反地，鈽在自然界中含量極為稀少，只能通過人工合成製得。
通常核能發電的反應爐裡使用中子減速劑來減低中子的動能，以增加核分裂的機會。因此，比起核武器，核能發電所使用的核燃料中只需要含有少量的可裂變物質即可。重水與石墨是非常有效的中子減速劑，所以重水反應爐裡用重水或石墨，可以直接利用開採出來的天然鈾當作核燃料。輕水反應爐需要提煉濃縮過的核燃料，通常使用低濃縮鈾，比例為：3%是可裂變的鈾-235，加上97%不可裂變的鈾-238。也有發電廠使用7%可裂變的鈽-239，加上93%不可裂變的鈾-238。這兩個比率直接受鈾-235的挖取加工與鈽-239的生產支配。
核能發電時，隨著核燃料的裂變，會產生越來越多的放射性廢料，以致核燃料不能再繼續使用。若使用3%鈾-235 + 97%鈾-238當燃料，通常產生的廢料是1%鈾-235 + 95%鈾-238 + 1%鈽 + 3%其他放射性物質。
用輻射可以把增殖性的鈾-234變成可裂變的鈾-235，也可以把增殖性的鈾-238變成可裂變的鈽-239。如果增殖性的鈽-238在衰變前捕獲一個中子，它可以變成可裂變的鈽-239。鈽在自然界是找不到的，全靠增殖性處理製造出來。這有許多方法，比如蓋一間核能回收廠，如日本的「六所村核燃料再處理施設」。通常將鈾-238變成鈾-239，再變成可裂變的鈽-239。最新的增殖爐技術，甚至可以在核能反應時，直接讓鈽-238在捕獲中子，變成可裂變的鈽-239，如此可以多次利用稀有的鈾資源。日本的「Monju Nuclear Power Plant」嘗試過，但一開始不是太成功。
利用核能回收、或使用增殖爐，可以製造混合氧化物核燃料（MOX - Mixed OXide fuel），一種鈾和鈈的混合體。基本上是使用7%鈽-239，加上93%鈾-238的比率，就是前面提過的鈽核能發電比率。通常輕水反應爐發電用低濃縮鈾，但大部分發電廠可以直接用混合氧化物核燃料代替低濃縮鈾。低濃縮鈾與混合氧化物核燃料是現時最普遍的兩種燃料。用混合氧化物核燃料，使得稀有的鈾資源變成可局部回收的物質，減少貯藏放射性廢料的難題。
要製造核子武器，最理想的是用可裂變物質佔90%左右的武器級核燃料，但這不是絕對的需求。低至20%可裂變物質，甚至更少，也都可以用來製造效力較低的核子武器。用增殖法做出來的鈽-239，除了可以當燃料，也可以直接、或加工濃縮後用來做核子彈。所以鈽-239同時也是一個嚴重的核武器擴散問題。相反的，武器級的核燃料可以稀釋後做核能發電之用，所以有些國家淘汰核武器，轉製成混合氧化物核燃料來發電。
鈾-235的來源有限，估計以現今的開採價格，大約可以再用85年，但是如以更繁雜、更昂貴的方法開採，估計至少還可以挖掘出十倍以上的鈾資源。使用如鈽-239等的混合氧化物核燃料，雖然理論上可以提高鈾-235資源的利用，並同時減少核廢料貯藏的問題，但在今天的技術範圍之內，還不能達到更安全、或更廉價的核能發電。從核武器擴散的觀點來看，使用鈽-239可造成核武器擴散的問題，但同時也是一個淘汰與處置核子武器的好方法。

## 准备阶段

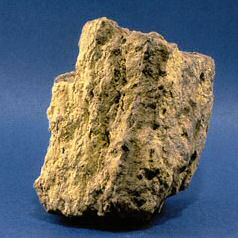
1 铀矿石（英语：Uranium ore） - 原始的未经提炼的核燃料原料
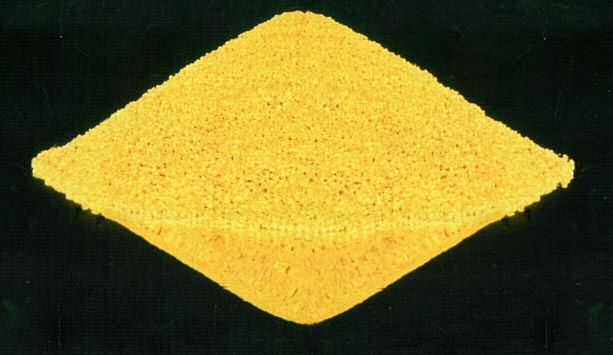
2 黃餅 - 铀在运输到铀转化厂的过程中的形态
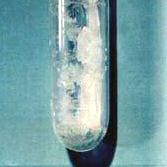
3 UF6 - 浓缩时使用的原料
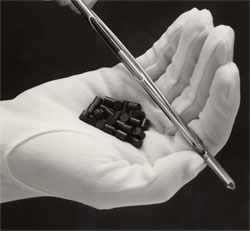
4 核燃料 - 一种紧密的、不活泼、不易溶解的固体

### 勘探
铀的沉积物如沥青铀矿，可以用地质手段勘探发现。这些矿石经过抽样化验以评估能够以合适的成本从矿物中提取的铀的数量。铀储量指的就是能够在指定的成本下开采出来的矿石数量。天然铀主要包括两种同位素，铀-235和铀-238，这里的数字指的是每种同位素的原子量，也可以认为是原子核中的质子和中子的总数。天然存在的铀矿石中，铀-238占大约99.28%，而铀-235大约占0.71%。铀-235的原子核每次被自由中子撞击几乎都会发生裂变，而因此它也被称为是裂变同位素。铀-238的原子核在被自由中子击中的时候，几乎不发生裂变，而仅仅是俘获这个中子，生成同位素铀-239。随后这个同位素经过衰变转变为钚-239，也是一种裂变同位素。由于铀-238可以通过接受中子辐射转变为可裂变物质，它被称为是增殖性材料。

### 开采
铀矿石可以通过常规的开采手段通过露天或者地下的方式开采，和开采其它金属差不多。在美国，也经常使用现场浸取的开采方式。这种技术首先通过规则排列的阵列井将铀矿石原地提取出来，随后通过地面工厂将铀萃取出来。美国的铀矿石通常含有0.05到0.3%的铀氧化物（U3O8）。其他国家发现的铀沉积物可能品位更高，储量也比美国的大。某些铀矿的铀含量也可能非常低，仅百万分之50-200。通过合适的技术，这些含量很低的铀矿也有开采价值。

### 碾磨粉碎
开采铀矿石一般通过将铀矿石粉碎为均匀的颗粒，然后对矿石进行化学萃取以得到铀。粉碎的过程通常会得到干燥的粉末，一种含有天然铀的物质，被称为黃餅。在铀市场中出售的铀精矿一般是U3O8。

### 铀转换
由于目前大多数的商用铀浓缩工厂使用的原料都是六氟化铀UF6，粉碎后的铀氧化物U3O8需要被转化为这种材料。六氟化铀在常温下是固体，但是温度稍高，达到57 °C 就会转变为气体。在这一步骤中，转化产物六氟化铀中仍然仅含有天然铀，而不是浓缩铀。
某些不需要浓缩核燃料的反应堆，这时，八氧化三铀也会直接被转化为陶瓷级的二氧化铀。转化为UO2的原料体积通常要比转化为UF6的原料更小。

### 浓缩

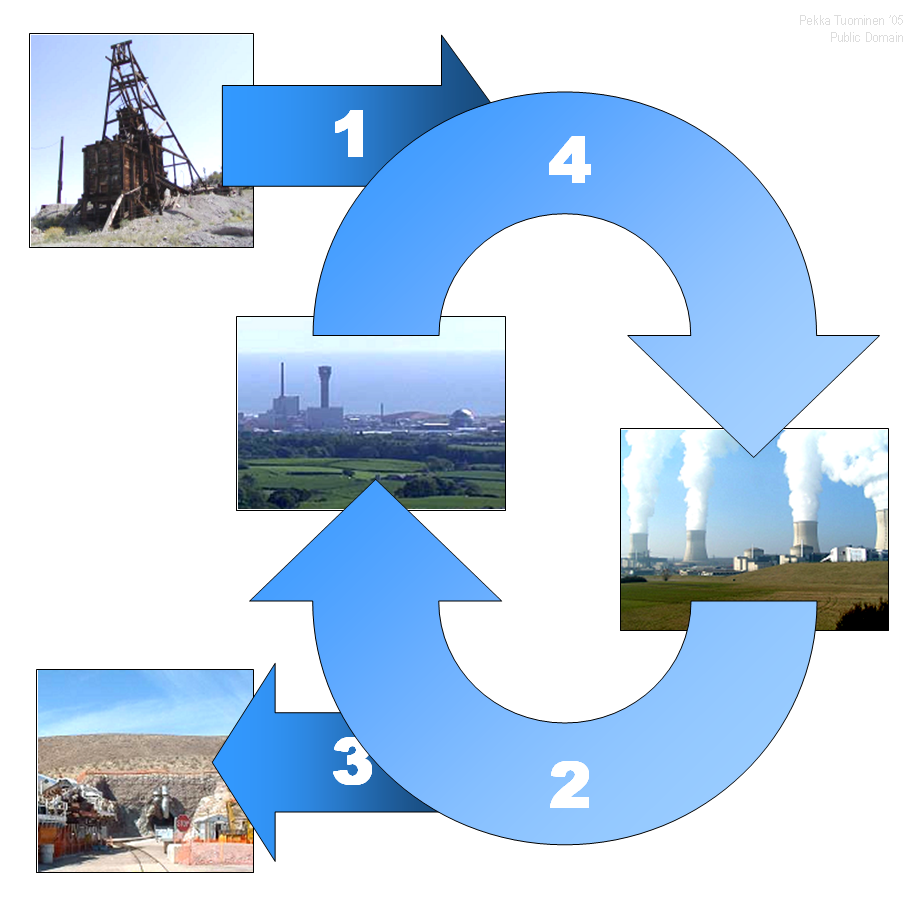
核燃料循环从开采铀矿石开始，随后被提纯，最后制成核燃料，（1）被送往核电站。核电站使用以后，如果燃料需要再处理，则乏燃料被送到再处理工厂，或者（2）送到最终的存储仓库中（3）进行地质储存。在后处理中，95%的核燃料都可以再循环并在核电站中重新利用（4）。

在轻水反应堆中，可裂变的同位素铀-235的含量太低了，无法维持链式反应。因此，天然的UF6需要经过浓缩，使的其中的可裂变同位素含量达到核燃料的需求。根据不同的核燃料应用类型，可以采用不同的浓缩级别。通常的轻水反应堆需要铀-235的含量达到3.5%，但是也需要更低的浓缩级别。铀浓缩一般通过同位素分离的若干方法提高铀-235的浓度，通常使用的是气体扩散和气体离心，目前也正在开发其他的技术。
铀浓缩的大多数副产物是贫铀。由于贫铀的密度非常大，它可以代替钨用于装甲、动能穿甲弹、辐射盾以及压舱物。目前美国仍然有很大的贫铀储量。美国能源部大约有47万吨贫铀，95%的贫铀都以六氟化铀的形式储存。

### 制造
为了制成核燃料，浓缩后的六氟化铀需要转化为二氧化铀（UO2) 粉末，随后制成小颗粒。这些浓缩铀的小颗粒然后经过高温烧结，形成坚硬的陶瓷颗粒。这些柱形的小颗粒经过研磨，形成均匀的颗粒。根据反应堆核心的设计要求，这些小颗粒需要堆叠在耐腐蚀的金属合金管中。最后，将这些管道密封起来以保存燃料的颗粒。这些管道被称为燃料棒。制成的燃料棒放在专门的燃料箱中，以建造核反应堆的燃料核心。
用于制造封装管道的合金根剧反应堆的需要有所区别。过去通常使用不锈钢，现在大多数反应堆使用锆。对于大多数的反应堆，如沸水反应堆和压水反应堆，这些燃料棒需要被捆成一束，燃料棒之间有精确的间隔。每个燃料棒随后将被给与一个不同的编号，使得这些燃料棒可以从生产、使用一直到丢弃都可以进行跟踪。

## 使用阶段

### 放射性物质的运输
运输是完整的核燃料循环中的一部分。许多国家都有正在工作的核反应堆，但是铀矿石只分布在少数几个区域。另外，在核工业超过四十年的历史中，世界上许多地方成立了一些专门机构专门负责提供核燃料循环的服务，因此需要将和物质运入或运出这些机构。大多数核燃料的运输都发生在核燃料循环中的不同阶段，但是偶尔也有可能一种材料在相似的机构间进行运输。大多数情况下，核燃料的运输都是以固体形式，例外情况是六氟化铀，通常认为是气体。核燃料中所使用的物质大多数都要在循环中运输若干次。此外，核燃料循环中经常需要国际运输，也经常需要运输很长的距离。一般核物质都是由专门的公司负责运输的。
有一些核物质具有放射性，而运输人员以及途径地区的人员会可能会暴露在辐射下，因此在运输过程中要特别注意他们的安全。核燃料的包装需要尽可能的采用放射性防护。刚制成的铀燃料的放射性很低，甚至可以忽略，因此不需要进行放射性防护。其他的材料，如用过的乏燃料和核废料的辐射性就很强，需要特殊的防辐射处理。为了减少运输高放射性物质的风险，人们研制了专用的乏燃料运输桶以保证在正常的运输条件下、假想的事故条件下都可以维持其完整性。

### 反应堆中核燃料管理
反应堆核心中包含有几百个燃料棒集合，它们规则的排列成单元阵列，每个单元都有一个燃料或者控制棒，而在大多数设计中，这个单元都被中子减速剂和冷却剂包围着。大多数的反应堆中的冷却剂都是水。
由于核裂变过程会消耗核燃料，每隔一段时间就需要将旧的燃料棒取出，替换为新的燃料棒，这被称为一个循环。然而，由于燃料的消耗在并不均匀，每次只需要移走一部分的燃料棒（通常是三分之一）。另外，出于效率的考虑，将新的燃料棒准确的放在原有的位置并不是一个合适的策略。即使同样年龄的燃料棒也有不同的消耗水平，这主要取决于在反应堆核心中所处的位置。因此，新加入的燃料棒需要通过放置在合适的位置使其能量输出最大化。当然，在放置燃料棒的时候还需要考虑到安全限制以及需要满足其他的操作要求。因此，核反应堆操作员面对着核燃料添加优化问题，需要考虑对新的旧的燃料棒的重新排列，同时需要最大化反应堆的反应能力，以充分燃烧核燃料，减小燃料循环的成本。这个问题是一个离散优化问题，由于有大量的排列，每次计算又有很高的复杂度，使用当前的组合方法是无法找到最优解的。许多数值方法可以用来解答这个问题，也有很多商用软件包支持对燃料的管理。由于还没有找到确定的答案，这个核反应堆操作中的问题仍将继续研究下去。目前操作员通过结合计算技术以及经验来解决这个问题。

#### 对使用过的燃料的研究

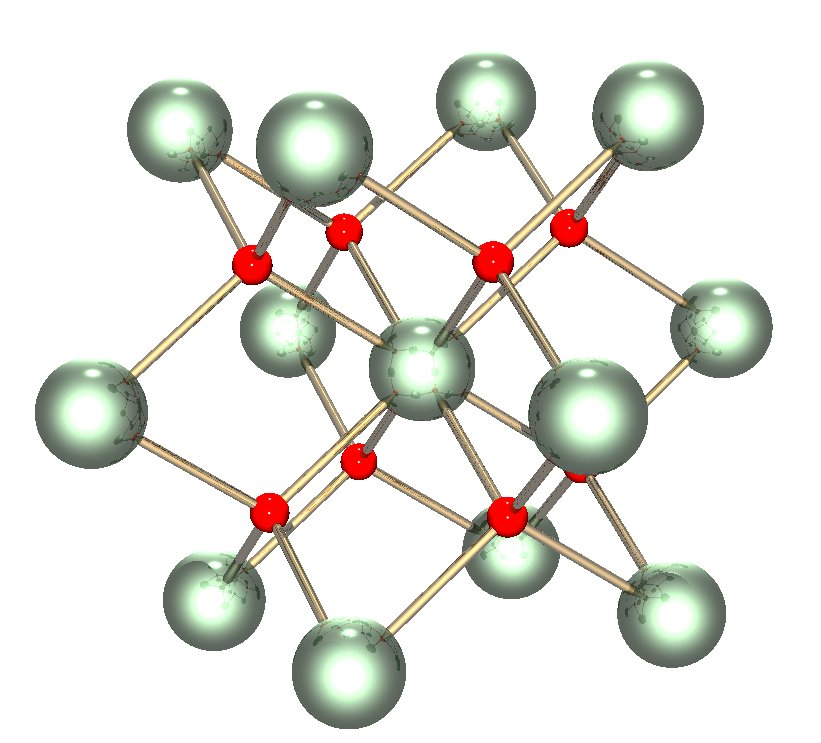
二氧化铀的固体结构，绿色的是氧原子，红色的是铀原子。

在后期放射性检查中，主要对用过的核燃料进行研究，以便对核燃料使用过程中发生的反应有更多的了解，同时也可以知道这些过程对可能发生的事故所造成的影响。例如，在正常地使用过程中，燃料由于温度升高而发生热膨胀，这会使燃料出现碎块。大多数的核燃料都是二氧化铀，是一种和氟化钙类似的立方固体。在使用过的燃料中，大多数固体仍然保持这立方体的固体结构。SIMFULE是一种模拟的乏燃料，它将金属氧化物精细研磨后混合起来，干燥后在氢气中加热至1700 oC。在SIMFULE中，4.1%体积的固体处于金属纳米颗粒状态，包含有钼、钌、铑和钯。大多数金属粒子都处在 ε 相（六边形）的 Mo-Ru-Rh-Pd 合金状态，少部分处于 α 相（立方体）和 σ 相（四边形）。在SIMFUEL中还有一种类似于钙钛矿的立方体相的物质，这种物质是一种钡锶锆化合物BaxSr1-xZrO3。
二氧化铀非常难溶于水，但是再经过氧化生成三氧化铀或者其他六价的铀化合物以后就非常容易溶解在水里了。二氧化铀可以通过氧化为其他的混合氧化物，如U4O9, U3O7, U3O8 和 UO3·2H2O。
由于使用过的燃料可以辐射出α粒子（由于包含鈽和次锕系元素），通过在萃取氧化物阶段的时候添加能辐射出α粒子的物质（钚-238）可以对其效应进行研究。在压碎的氧化物中加入钚-238可以提高萃取率，但是萃取率的区别在钚的含量为0.1%和10%之间是差别不大。
聚集在水中的碳可以对用过的燃料发生作用，对其腐蚀的速度有着巨大的影响。这是由于六价的铀溶解在水中，可以形成复杂的含碳阴离子如[UO2(CO3)2]2- and [UO2(CO3)3]4-。当缺少碳粒子、水也没有强酸性的时候，六价铀化合物会形成不易溶的三氧化铀。
通过使用铀金属和氩氧气体混合物进行溅射，可以在金表面形成很薄的二氧化铀薄膜。这种覆盖有二氧化铀的金表面曾经做过伏安法和交流阻抗的实验，以对二氧化铀的萃取过程有更深入的了解。

#### 燃料包层的作用
对于核燃料循环的研究包括了关于核物质在正常条件下和出现事故时的性状的研究。例如，很多研究都是关于以二氧化铀为基础的核燃料和以锆合金制成的封装外壳之间的相互作用。在使用过程中，铀燃料因为温度升高而发生热膨胀，因此会与外壳的锆合金发生反应，形成一层既含有核燃料也含有锆的物质。在该混合层燃料的那面，铯和铀的比例比在燃料中要高。这是由于铀的裂变产物之一是氙同位素，它是一种气体，很容易从会从燃料中扩散到燃料外壳和燃料指间的空间中。在进入这些空间中以后，氙会衰变成铯的同位素。由于燃料使用过程中所出现的温度梯度，有挥发性的裂变产物会从核燃料的中心区域移动到边缘。下面的示意图就是关于铀金属、铀氮化物、和二氧化铀的温度和距离的关系。实验选用的是直径20mm的核燃料，边缘温度为200 oC。由于二氧化铀导热性很差，二氧化铀的中心的温度非常高以致熔化，而其他的物质热传导性相对较好，中心温度仍在熔点以下。

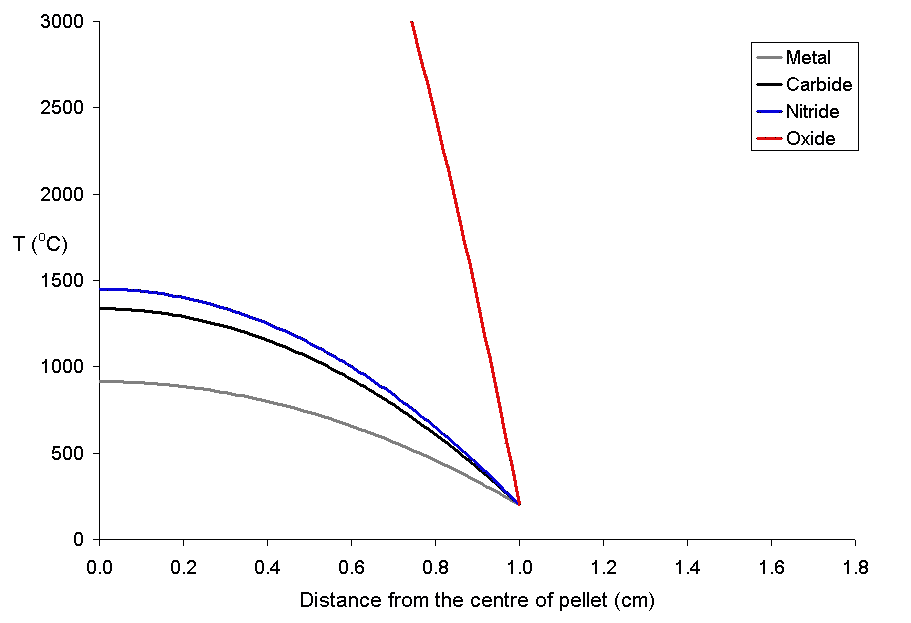
直径20毫米的核燃料（功率密度1000瓦/立方米）的温度分布图。只有二氧化铀燃料中心过热，因此温度分布曲线显示不完整。

#### 正常情况与异常情况
有关核燃料循环的核化学研究主要分为两个领域，一个领域研究的是在期望条件下对核反应堆的操作，而另一个领域研究的是在发生异常情况下甚至是事故情况下的操作。
正常情况下，对铀矿石的处理、浓缩，核反应堆本身，再处理工厂和废物储存中释放出的放射性都不大。但这些物质在正常情况下物理/化学形式会与在发生事故时候有很大区别，因此对事故情况需要单独进行研究。另外，对假象中的事故所出现的同位素特征于正常操作过程所计划向环境中释放的放射性同样有很大的不同。释放出同位素并不意味着同位素就会进入人体并造成伤害。例如，根据放射性同位素和土壤表面间的结合能力不同，放射性的迁移会有很大的影响。举例来说，铯和粘土矿物如伊利石和蒙脱石指间的结合就比较轻，因此它会残留在土壤上层，也就会被像草本植物这样根系较浅的植物所吸收，因此，草和蘑菇会带有数量较多的137Cs ，随后会通过食物链转移进入人体。但是137Cs 在大多数土壤中不会迁移得很快，因此几乎不会污染地下水。土壤矿物形成的胶体可以通过土壤迁移，因此简单的将一种金属固定在土壤表面并不会将金属完全固定住。
根据 Jiří Hála 编写的教材，分布系数 Kd被定义为土壤的放射性和土壤含水的放射性的比例。如果放射性同位素被紧紧的绑定在土壤的矿物中，那么土壤上种植的庄稼和草很难吸收这些放射性元素。
- 铯-137 Kd = 1000
- 鈽-239 Kd = 10000至100000
- 锶-90 Kd = 80至150
- 碘-131 Kd = 0.007至50

在农业种植中最好的对抗137Cs 的办法是将土壤深耕。这样可以避免137Cs接触到草的很浅的根系，这样草中的放射性水平就会降低。另外，在核战或者严重的核事故以后，将土壤表层的土壤移去数厘米并将他们埋藏在沟区中会减少137Cs释放的γ射线对人体所造成的影响，这是因为γ射线的光子在穿过土壤时会被削弱。即使放射性的元素到达了植物的根系，这些金属也可以通过植物的生物化学作用排出。有研究报告详细的说明了水耕法种植的向日葵对90Sr和137Cs的吸收情况。在植物的叶脉、茎和顶叶中都可以找到铯。报告称，12%的铯和20%的锶进入了植物的体内。这篇报告也描述了放射性元素对植物吸收钾、铵和钙的影响。
在畜牧业中，抵抗137Cs的办法是喂食动物少量的普鲁士蓝。普鲁士蓝中氰化铁钾的成分会产生离子交换的作用。氰化物与铁的结合非常紧密，因此人可以每天服用若干克普鲁士蓝。普鲁士蓝会减少铯的生物半衰期。注意这和铯的半衰期有所区别，137Cs的原子核的半衰期大约是30年，这是无法改变的。但是生物半衰期不是常数，根据物质存在的形式和位置，生物半衰期会发生变化。在人体，铯通常的生物半衰期是一到四个月。使用普鲁士蓝的另一个好处是它会使动物排出粪便中所包含的铯不易被植物吸收，因此阻止了铯在生物圈中的循环。用于人和动物处方的普鲁士蓝需要一个特殊的等级。直接使用印刷业中的色素级的普鲁士蓝的效果不佳，从未成功过。乌克兰农业放射性研究所的这个网页对切尔诺贝利中放射性尘埃中的铯的研究提供了很好的数据来源 （页面存档备份，存于）。

##### 正常情况和事故中放射性的释放
国际原子能机构认为在正常操作的情况下，反应堆中用于冷却的水仍然会带有一定程度的放射性，但是在反应堆发生事故的时候，冷却水中的放射性水平可能会升高。国际原子能机构表示，在一系列不同条件下，核反应堆中不同数量的燃料会泄露出来。它们所研究的条件包括
- 四种被国际原子能机构认为属于正常操作的情况
- 由于核反应堆突然关闭/失去压力造成冷却剂中放射性活动出现尖峰（反应堆核心仍被水覆盖）
- 核反应堆中燃料棒封装破损（燃料失去水的冷却达到15分钟-30分钟，封装温度可以达到650-1250 oC）
- 核反应堆核心熔化（燃料需要保持未封装状态30分钟以上，封装温度可能会达到1650 oC）[9]

基于这些假设，如果一个压水反应堆中包含了300吨水，功率为1百万千瓦，反应堆中燃料的活性如国际原子能机构所预测的结果，那么冷却剂在发生事故后（如三哩岛核泄漏事故中核心熔毁，但仍被冷却水包围）所包含的放射性是可以预测的。

##### 正常情况下后处理时放射性的释放
在核燃料经过辐射后，可以通过放置让产生的短周期放射性元素和放射性毒素碘衰变掉。美国曾经做过一次实验，对没有经过衰变的核燃料直接进行再处理，以研究在短时间内冷却的燃料再处理过程中释放出来的大量的碘的影响(绿跑 （页面存档备份，存于） （页面存档备份，存于）)。在再处理公场中，可以通过水洗溶剂中挥发的气体以防止碘的扩散。也有研究称可以通过在氧化氛围中对燃料加入，可以将大部分氚从燃料中恢复出来。
一片关于爱尔兰海中牡蛎的放射性的论文指出，通过γ光谱学，找到了141Ce、144Ce、103Ru、106Ru、137Cs、95Zr 和 95Nb等放射性物质。另外，还找到了锌-65，这被认为是镁诺克斯型反应堆中冷却池中的燃料封装。很可能现在温德斯格尔释放出的同位素数量变小了。

### 不间断反应堆
某些反应堆的设计在添加燃料时不需要停机。他们使用了很多包含有燃料和冷却剂的小压力管来实现这一点，而在其他的反应堆如压水反应堆和沸水反应堆中，需要使用一个巨大的压力容器。操作员可以控制的燃料添加机将任意一个压力管单独的隔离并重新添加燃料。在CANDU反应堆中，大约每天最多需要更换８组。这种不间断的设计允许操作员通过对燃料不间断的操作来更有效的使用这些燃料，从而解决燃料管理中的优化问题。但是由于反应堆中包含了几百根压力管，同时需要专用机械来操作他们，这些因素会部分的抵消燃料效率增加所带来的收益。

## 后处理阶段

### 暂时储存
结束操作循环后，需要关闭核反应堆以重新添加燃料。这时从核反应堆中取出的核燃料（乏燃料）或者存储在反应堆处的乏燃料池中，或者可能放在離反应堆较远的一个场所内。如果反应堆处的乏燃料池中储存的乏燃料达到了其设计容量，需要将冷却的核燃料放入反应堆处的一个干燥的储存设施中，或者反应堆以外的某个设施。由于乏燃料还会继续通过衰变放出热量，残留的电离辐射也会危害环境，乏燃料棒通常储存在水中或者硼酸中。水和硼酸都可以起到冷却和防辐射的作用。经过大约一年时间的冷却，他们才会移动到干燥储存桶中进行储存。

### 运输
为了确保安全，需要将乏燃料放置在特殊装备乏燃料运输桶中进行运输。

### 再处理
核反应堆中取出的乏燃料包含有大量的可裂变物质（如铀-235、钚-239等）、增殖性物质（铀-238）以及其他放射性物质，包括放射性毒素。核裂变产物和增殖性物质可以通过化学方法从乏燃料中分离并提取出来。根据经济需要和实际情况，分离出来的铀和钚可以回收重新作为核燃料进行利用。但是当前美国并没有在民用乏燃料中回收铀和钚。
当前，欧洲的核电站在设于欧洲和日本的工厂中对乏燃料进行再处理。由于會把鈽萃取出來可以製做鈽原子彈，有可能发生核扩散的危险，在美国不允许对商用核反应堆产生的乏燃料进行再处理。然而，最近公布的全球核能伙伴计划显示，美国可能会建立一个国际性的伙伴关系以监督乏燃料中提取的钚仅仅用于核燃料而不用于核武器。
再處理所做的核種分離，不會減少任何一種放射性核種的數量，所以其中的核裂变产物還是需要深地質處置。所以並沒有解決核廢料問題。

### 再利用
混合氧化物燃料（MOX燃料）是再处理铀和钚以及贫铀的混合物。它的性状与大多数核反应堆中使用的浓缩核燃料基本一样，仅有少许不同。在目前主流的轻水反应堆中，MOX燃料可以作为低浓缩铀的替代品，進行再利用。
MOX燃料再利用是消耗再处理铀、钚以及贫铀，不會消耗先前的核裂变产物，但會產生新的核裂变产物需要深地質處置。所以並沒有解決核廢料問題。

### 分离并嬗变
在提取出铀和钚以后，残留在硝酸的物质仍然含有有毒的放射性元素。以往这些物质可能需要以玻璃或者合成岩石的形式进行处理，现在的一种替代方案是通过先进的再处理技术，将大多数有毒的放射性元素移除。在分离以后，次要锕系元素和其它一些长寿的裂变产物可以通过中子或者质子辐射的方式被转化为短寿的同位素。这被称为嬗变。
這會消耗核裂变产物放射性核種，但也會產生新的。在20世紀末的研究，確認不會100%消除核裂变产物，剩下的是高階核廢，都還是需要冷卻數十年後，做深地質處置深埋萬年。所以並沒有解決核廢料問題。

### 废弃物销毁
原子不滅，放射性核種沒有銷毀這回事。另外，核燃料不管怎樣循環，都無法100%消除核裂变产物。核裂变产物是需要冷卻數十年後做深地質處置深埋萬年的高階核廢料。除地質處置之外，其他各種做法都不能成為最終處置。
- 再處理：包括固化、鈽鈾分離(PUREX)、同位素分離、玻璃化...等技術，這只做物理製程與化學反應，依照原子不滅，廢棄物中核裂变产物放射性核種並沒減少。都還是需要冷卻數十年後，做深地質處置深埋萬年。不管未來開發任何新的再處理技術，都是如此。
- 新式反應堆：包括MOX燃料、第四代反應爐、快滋生反應堆、行波反应堆、非压水反应堆、熔盐反应堆、整体式快速反应堆...等技術，都沒消耗先前核裂变产物，而會產生新的。核裂变产物變多了，也還是需要冷卻數十年後，做深地質處置深埋萬年。不管未來開發任何新的反應堆，只要沒消耗只產出核裂变产物，都是如此。
- 分離並嬗變：這會消耗核裂变产物放射性核種，但也會產生新的。在20世紀末的研究，確認不會100%消除核裂变产物，剩下的是高階核廢，都還是需要冷卻數十年後，做深地質處置深埋萬年。法國已經於2008否定用群分離與核嬗變這方案做最終處置。

目前核能领域主要关注的问题是安全的销毁并隔离从反应堆中取出的乏核燃料，以及经过再处理后，再处理工厂生产的废料。这些物质在其中的放射性下降到安全水平以前必须与生物圈隔离。在美国，根据1982年通过的核废料政策法案，美国能源部负责开发废料销毁系统，以处理乏燃料和高放射性的核废料。目前核废料最终销毁的计划是经过许可，将它们以固体形式埋藏在很深的地下，这里的地质结构要求非常稳定，被称为深地质处置。能源部选择瑜伽山核廢料儲存所来储存核废料，但是，开放时间不断的被延期。
注意到现在有一些非压水反应堆的设计，特别是那些使用了液态钍燃料的熔盐反应堆，它们并不会产生长期的放射性废料。在整体式快速反应堆中和某些熔盐反应堆的变种中，还可以将核废料中的鈽和鈾作为核燃料，这样就只需要将核裂变产物废料深埋入地下。
此外，还有一种被称为行波反应堆的设计，在这种反应堆中，它可以以核废料中的鈽和鈾作为燃料，据称，它可以工作200年而不需要重新添加燃料。只要把最後剩下的核裂变产物废料深埋入地下。

## 各種核燃料循环
所有循環方式，都會產出核裂變產物需要深地質處置。燃料循環是相同原始燃料量之下，希望增加能量產出，以及減少核廢料，但無論怎麼循環都無法將核廢減為零，並不是解決核廢料問題用的。

### 开放核燃料循环

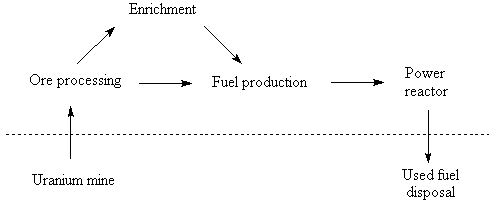
开放核燃料循环示意图

严格来说，开放核燃料循环并不是一个循环。这种情况下，核燃料仅仅使用一次，所得的乏燃料便被储存起来，而不经过进一步地处理。以下六个国家主要使用这种循环：美国、加拿大、瑞典、芬兰、西班牙和南非。某些国家，如瑞典和加拿大，设计了仓库对乏燃料进行储存，以备将来在需要的时候可以重新利用，而其他国家计划将乏燃料永久的深埋在深地质处置中。例如美国就有丝兰山核废料处置库对核废料进行储存。

### 钚循环

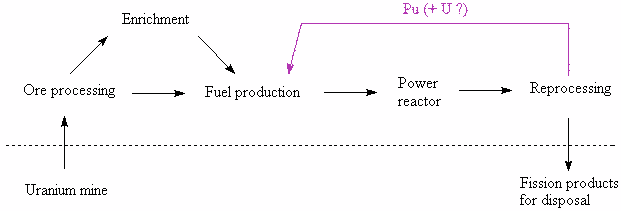
使用钚作为核燃料的循环过程

一些国家，如日本、瑞典、以前的西班牙和德国使用或曾经使用过BNFL和COGEMA提供的再处理技术服务。这里，可裂变物质、次要锕系元素、激活产物和经过再处理的铀被从反应堆级钚中分离出来，这些产物可以被制造成混合氧化物核燃料。由于钚的不可裂变同位素的比例每经一次循环比例便会上升，目前在热反应堆中没有第三次使用混合氧化物燃料的计划。但是如果快速反应堆能够实现，他们可以用来燃烧这些核燃料，甚至任何其他的锕系元素同位素。

### 次要锕系元素循环
除了利用钚燃料以外，也可以使用次锕系元素来作为临界核反应堆的燃料。实验已经证明镅可以作为核燃料。
一些反应堆的设计已经采用这种非常不同的燃料循环了，比如整体式快速反应堆。从原理上说，这种设计可以通过任何一种锕系元素的裂变中获得能量。经过仔细设计，燃料中所有的超铀元素都可以被利用，余下的仅仅是半衰期比较短的较轻的元素。然而这些设计仅仅有原型方案，在真正的大规模核反应堆中还从未采用过这些设计。第一个采用这种能消耗所有锕系元素的反应堆最早也要到2015年才能完商业部署。由于这种技术会形成具有中子辐射的化合物，使用这些技术的核反应堆很有可能需要通过先进的遥控技术进行再处理。例如，锔在中子照射下会形成非常非常重的锕系元素锎和镄，这两种元素会自发裂变。因此，若不采用遥控手段，对包含锔的乏燃料进行中子辐射会对循环后处理的人员有极大的威胁。这是这种核燃料循环的缺点之一，但是另一方面，这也使得核原料难以被盗窃或者分散，有助于防止核扩散。
由于很多锕系元素的中子反应截面随着中子能量的增加而减小，但是裂变与中子俘获的比例又随着中子能量的增加而增加。因此只要中子能量足够高，就可以击碎原子核而不产生更重的元素，直接发生裂变。这将使得对乏燃料中的锕系元素后处理更加容易。根据这个理论，一个替代方案是采用加速器驱动的次临界反应堆。在这种方案中，一束质子（美国和欧洲的设计）或电子（日本的设计）被射入目标靶中，如果使用质子，能量非常高的中子会脱离目标靶，而如果使用电子，将会产生高能质子。这些高能质子和中子可以诱发重锕系元素原子核的裂变。与其它中子源相比，这种反应堆有着很高的中子能量： 
- 热中子：0 到 100 电子伏特
- 超热中子：100 电子伏特 到 100 千电子伏特
- 核裂变产生的快中子：100 千电子伏特 到 3 百万电子伏特
- 氘-氘核聚变产生的中子：2.5 百万电子伏特
- 氘-氚核聚变产生的中子：14 百万电子伏特
- 加速器产生的中子：200 百万电子伏特（1.6 吉电子伏特的质子流轰击铅产生）
- μ子催化聚变：7 吉电子伏特。

此外的替代方案是，半衰期长为18年的锔-244可以在重新用于快速反应堆核燃料前经过放置让其衰变为钚-240。

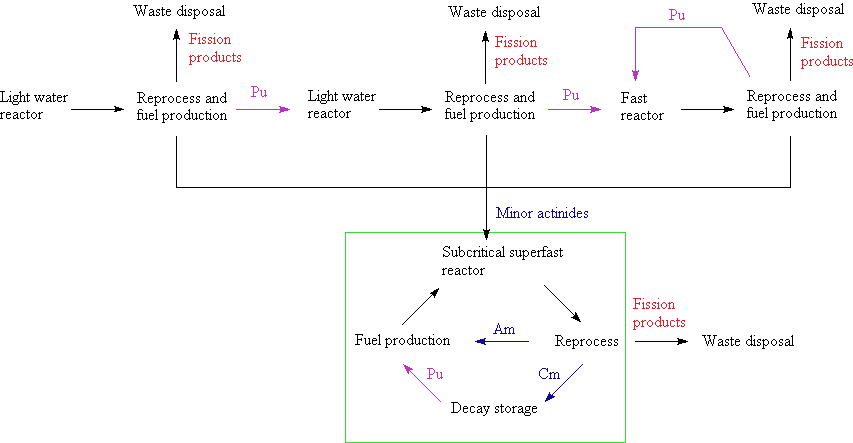
一对燃料循环的示意图。其中，铀和钚与其他的次锕系元素保持分离。次要元素循环仅存在于绿框中。

#### 锕系元素嬗变的燃料或目标
到目前为止，仍然没有选定锕系核燃料的转变的过程。与传统的燃料箱比，次临界反应堆中的锕系燃料很可能需要经受更多次数的热循环。使用加速器驱动的次临界反应堆可能不足以维持一个像临界反应堆那样长的固定的操作周期，而每次一旦加速器停止工作，核燃料就会停止发生反应而冷却下来。另一方面，如果锕系元素被用于快速反应堆（比如整体式快速反应堆），那么核燃料很可能不需要像一个普通的核电站那样经过那么多的热循环。
这个过程可能会通过基体产生更多的超铀元素。这可以看作是优点（产生了更多的核燃料），也可以看作是缺点（产生了更多的放射性毒物）。通过控制基体的材料，我们可以控制重锕系元素的产生过程。
可裂变物质的原子核，如铀-235、钚-239和铀-233等都对衰变产生的延迟中子有很好的相应，因此非常需要保证他们的临界反应堆的稳定性，这也限制了次要的锕系元素在临界反应堆中被击中并发生裂变的数量。因此，选择合适的基体可以使得反应堆保持一个较高的裂变物质比例以允许安全的使长寿命的锕系元素发生裂变。相反，次临界反应堆的功率输出受加速器输出的高能粒子流的强度所限，也不需要包含任何的铀和钚，于是，在这样的系统里可能需要一种惰性的基体以保证不产生长寿命的同位素。

#### 惰性基体锕系元素核燃料
在这种核燃料中，锕系元素将和不会产生更多锕系元素的金属混合在一起，比如，可能使用一种氧化锆和锕系元素的合金作为核燃料。

#### 钍基体锕系元素核燃料
钍在中子的轰击下将会形成铀-233。铀-233是一种可裂变物质，它的裂变反射截面要比铀-235和铀-238更大，因此在发生中子俘获后产生的其他锕系元素很少。

#### 铀基体锕系元素核燃料
如果锕系元素与金属铀基体或者铀氧化物基体混合制成核燃料，铀-238的中子俘获很可能会产生新的钚-239元素。将锕系元素和铀与钚混合起来的优点是铀-235和钚-239都有很大的裂变反应截面，因此不会产生大量的高能延迟中子，因此反应可以在临界快速反应堆中稳定的进行。这个系统的要比加速器驱动的反应堆更加便宜，也更加简单。

#### 混合基体核燃料
我们也可以将上面提到的材料混合起来制成一种新的基体，这样在快速反应堆中，既可以保证新燃料的增殖足够维持反应堆输出的功率，也可以保证新生成的锕系元素可以完全的发生裂变，这样就避免将他们运输到其他地方。例如，可以将锕系元素与铀和惰性的氧化锆混合起来以生产合乎要求的核燃料。

### 钍循环
在快中子反应堆和热反应堆中的钍循环里，钍-232都会吸收一个中子变成钍-233。随后，钍-233通过β衰变迅速转变成镤-233，而镤-233经过半衰期27天的衰变转变成铀-233。因此，像铀-238一样，钍-232是一种增殖性材料。
核反应堆首先由铀-233或者其他裂变物质如铀-235或钚-239启动，随后创造了一个和铀钚增殖循环类似但是更有效的增值循环。在某些熔盐反应堆设计中，循环中产生的镤-233会被提取出来，经过放置让其衰变为铀-233，以防止其被中子照射后产生镤-234并衰变为铀-234。这样做是为了增加反应堆的增值比例。和快中子反应堆相比，熔盐反应堆的增值比例较低。
钍在自然界的含量要比铀高出4-5倍，它在地球上相当均匀的分布，很多国家都有大量的钍矿。而制备钍燃料也不需要很复杂、很昂贵的浓缩过程。钍循环产生的主要是铀-233以及铀-232，这些产物也不适用制造核武器。在熔盐反应堆及其他增值反应堆的设计中，还可以解决超铀元素的核废料问题。
早期对钍燃料循环的研究于1960年代在橡树岭国家实验室进行。他们建造了基于熔盐反应堆技术的实验性反应堆，以研究使用熔化的四氟化钍盐作为核燃料的可行性。最成功的研究是使用钍-232作为增殖材料、铀-233作为裂变燃料。由于缺少经费，于1976年停止了对熔盐反应堆的研究。

### 当前工业活动
尽管已经提出的钍循环更为先进，但是目前在工业中作为核燃料的同位素仅仅是铀-235、铀-238和钚-239。一些现代的反应堆可以通过少许改进来燃烧钍。钍在地壳中的含量比铀更为丰富，更远远超过铀-235的储量，但是由于对钍资源没有大规模的勘探，已探明的储量并不大。
重水反应堆和石墨减速反应堆可以使用天然铀，但是世界上绝大多数的反应堆都需要使用浓缩铀，其中铀-235的比例有所提高。民用反应堆中使用的核燃料大约还有5%的铀-235，95的铀-238，而海军使用的核反应堆的铀-235含量高达93%。
通常情况下，核燃料术语通常不用于核聚变能量。聚变核能量是指氢的同位素通过核聚变成氦释放出能量。

## 集成核燃料循环信息系统
集成核燃料循环信息系统是一系列关于核燃料循环的数据库，这些数据库由国际原子能机构进行维护。这个系统对核燃料循环的很多方面都能提供详细的信息。目前的集成核燃料循环信息系统包括世界铀矿分布、核燃料循环信息系统、民用核燃料循环工厂的数据库、后期辐射检测工厂数据库、次要锕系元素性质数据库和用于对核燃料循环中的物质流进行仿真的核燃料循环仿真系统。可以通过免费的注册在线使用这个系统。

## 参看
- 核燃料